# Eugène Schueller

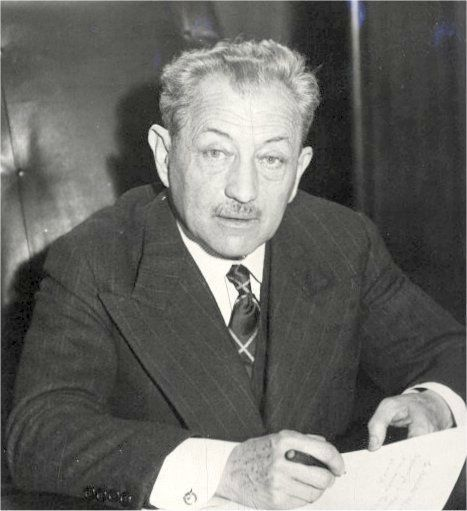
Eugène Schueller

Eugène Paul Louis Schueller (* 20. März 1881 in Paris; † 23. August 1957 in Ploubazlanec, Département Côtes-d’Armor) war Gründer und Chef des französischen Kosmetikkonzerns L’Oréal.

## Leben
Eugène Schueller, Sohn des Konditors Charles Schueller (* 28. November 1848 in Illfurth; † 27. März 1917 in Paris) und Amélie Victoire Denisot, wurde im Hinterzimmer der elterlichen Bäckerei in der Rue du Cherche-Midi 124 im VI. Arrondissement von Paris geboren. Nach seiner preisgekrönten Promotion am Institut für angewandte Chemie in Paris (heute École nationale supérieure de chimie de Paris) im Jahre 1904 wurde er im selben Jahr Assistent von Professor Victor Auger an der Sorbonne. 1909 heiratete er Louise Madeleine Berthe Doncieux. Schueller nahm am Ersten Weltkrieg teil und erhielt dafür die Auszeichnung Croix de guerre. Er gehörte der Ehrenlegion an. Am 21. Oktober 1922 wurde seine Tochter Liliane geboren. Seine Ehefrau starb am 27. Oktober 1927. Am 26. Mai 1932 heiratete er Annie Grace Burrows. 
Als intimer Freund von Eugène Deloncle stellte er als dessen Hauptgeldgeber finanzielle Mittel zur Gründung der rechtsextremen, antisemitischen und terroristischen Gruppe Mouvement social révolutionnaire (MSR) zur Verfügung, die unter Leitung von Maurice Pujo zunächst unter dem Namen „Cagoule“ aktiv war. Mit der deutschen Besatzung Frankreichs unter Vichy gab Schueller 1941 die Schrift La Révolution de l’économie heraus, zog sich aber im Frühling 1942 von seinen politischen Aktivitäten zurück, nachdem Deloncle politisch ins Abseits gestellt worden war.
Dank der Zeugenaussage von François Mitterrand (der ihn aus gemeinsamen Tagen bei der Cagoule kannte) und André Bettencourt (eines anderen Sympathisanten) wurde Schueller nach dem Krieg freigelassen, weil er sich angeblich ebenfalls im Widerstand befunden habe. Er soll Juden und Personen, die dem Service du travail obligatoire (STO) zu entkommen versuchten, geholfen haben.
Schueller engagierte 1945 François Mitterrand als Generaldirektor des Verlags Éditions du Rond-Point der L’Oréal-Gruppe (Direktor des Magazins Votre Beauté = Ihre Schönheit) und André Bettencourt trat in die Leitung der Unternehmensgruppe ein. Mitterrand gab seine Funktion bereits 1946 auf, um zum Abgeordneten gewählt zu werden. Im Juni 1947 wurde das Untersuchungsverfahren gegen Schueller ganz eingestellt. Bettencourt heiratete 1950 seine einzige Tochter Liliane. Schueller starb 1957 im Alter von 76 Jahren. Er wurde auf dem alten Friedhof von Neuilly-sur-Seine begraben.

## Werk
1907 hatte er Erfolg mit synthetischen Haarfärbungsmitteln; er benutzte p-Phenylendiamin, dessen Bedeutung für die Haarfärbung allerdings schon 1888 Ernst Erdmann bei Agfa entdeckt hatte. Sie waren schonender als einige der zuvor verwendeten aggressiven Substanzen wie Metallsalze. Die verbesserte Version nannte er Auréole, die zur Grundlage seines späteren Kosmetikkonzerns wurde. Am 30. Juli 1909 gründete er die Société française de teinture inoffensives pour cheveux („französische Gesellschaft der nichtaggressiven Haarfärbung“), die 1936 in L’Oréal umgewandelt wurde.
Außerdem war Schueller Gründer der Société d’études des maisons préfabriquées Schueller (= Forschungsgesellschaft für Fertighäuser Schueller; später wurde daraus die Compagnie industrielle des maisons préfabriquées = Industriegesellschaft für Fertighäuser). Gleichzeitig leitete er die Farbenfabrik Valentine, die Société industrielle de celluloïd (= Zelluloidindustriegesellschaft), die Société générale des matières plastiques (= allgemeine Gesellschaft für Plastikmaterial) und die Nobel française (die aus der Fusion von zwei Vorläufergesellschaften hervorgegangen war).
Bis zu seinem Tode im Jahr 1957 leitete er L’Oréal. Nachfolger an der Unternehmensspitze wurde François Dalle, ein alter Weggefährte von Mitterrand und Bettencourt. Seine einzige Tochter Liliane Bettencourt erbte seinen Anteil an L’Oréal.